# Yangzhou, Jiangxi
Yangzhou är socken i Kina. Den ligger i provinsen Jiangxi, i den sydöstra delen av landet, omkring 72 kilometer nordväst om provinshuvudstaden Nanchang. Antalet invånare är 7 070. Befolkningen består av 3 414 kvinnor och 3 656 män. Barn under 15 år utgör 16,0 %, vuxna 15-64 år 73 %, och äldre över 65 år 9,0 %.
Runt Yangzhou är det ganska tätbefolkat, med 139 invånare per kvadratkilometer. Närmaste större samhälle är Luoping, 14,2 km nordväst om Yangzhou. I omgivningarna runt Yangzhou växer i huvudsak blandskog.
Genomsnittlig årsnederbörd är 2 252 millimeter. Den regnigaste månaden är maj, med i genomsnitt 345 mm nederbörd, och den torraste är januari, med 52 mm nederbörd.